# ホスファチジルグリセロホスファターゼ
ホスファチジルグリセロホスファターゼ(Phosphatidylglycerophosphatase, EC 3.1.3.27)は、以下の化学反応を触媒する酵素である。
ホスファチジルグリセロリン酸 + 水 {\displaystyle \rightleftharpoons } ホスファチジルグリセロール + リン酸
この酵素は加水分解酵素、特にリン酸モノエステル結合に作用する酵素である。系統名はホスファチジルグリセロリン酸ホスホヒドロラーゼ(phosphatidylglycerophosphate phosphohydrolase)であり、他にphosphatidylglycerol phosphate phosphatase、phosphatidylglycerol phosphatase PGP phosphatase等とも呼ばれる。グリセロリン脂質代謝に関わっている。
カルジオリピン生合成においては、ミトコンドリアのホスファターゼとして作用する。カルジオリピンは、主にミトコンドリア膜に存在するグリセロリン脂質である。